# Verdiales

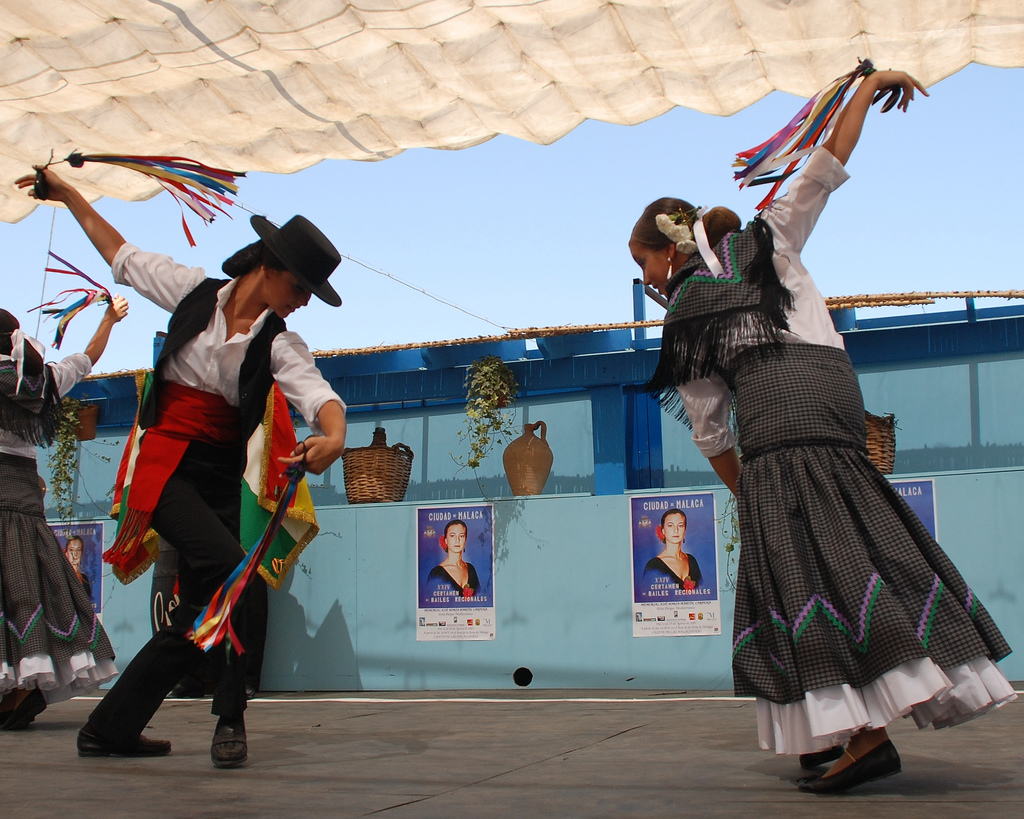
Danse traditionnelle lors des verdiales.

Les verdiales sont des fêtes populaires espagnoles accompagnées d'une formation musicale appelée panda.

## Histoire
Création artistique paysanne qui provient de certaines zones de la province de Malaga (Andalousie, Espagne) comme la région de l’Axarquía, la vallée du Guadalhorce et les monts de Málaga, les verdiales constituent un style particulier de chant et de danse, accompagnés d’un groupe de musique composé d'un violon, de deux à quatre guitares, d'un tambourin, d'au moins deux cymbales, de castagnettes et parfois d'une mandoline. Cet ensemble de chanteurs, danseurs et musiciens est appelé en argot la Bande de verdiales et les spectacles se nomment la Fête des verdiales. Le mot verdiales provient de la région d’oliveraies de Málaga, où se cultive un type d’olives nommé verdial, qui restent vertes une fois mûres.
Jusqu'au milieu du XXe siècle, les verdiales étaient considérés comme du folklore campagnard, mais, peu à peu, l'exode rural des paysans vers la capitale Málaga a rapproché ce type de fandango de celui de la ville, jusqu’à ce que les verdiales soient devenus presque un symbole de l’identité collective de la province de Málaga.

## Un événement musicologique important
Les verdiales sont d’un grand intérêt musicologique pour trois raisons :
- leur ancienneté : selon les spécialistes de flamenco, les verdiales sont la forme la plus primitive de fandango de Málaga et peut-être aussi du fandango andalou en général. On va même jusqu’à dire que « le fandango le plus ancien de l’histoire du flamenco est sans doute celui de Málaga » sous ses deux formes (fandango abandonao et verdiale) ;
- leur pureté : il s’agit d’un fandango campagnard qui, selon les spécialistes, a très peu évolué et a su conserver sa nature primitive, rude et authentique ;
- leur vitalité : à l'inverse des autres manifestations andalouses qui ont perdu leur essence à cause de la disparition du contexte culturel et de son « académisation », les verdiales ont continué de se transmettre de père à fils sans interruption jusqu’à nos jours ; c’est pourquoi il s’agit d’un véritable modèle de folklore vivant et rare.